# هيرمان موغلنغ
هيرمان موغلنغ (بالألمانية: Hermann Mögling)‏ كان مبشراً مسيحياً ألمانياً ضمن حملة باسيل [الإنجليزية]، وقد مارس معظم نشاطه في المنطقة الغربية من ولاية كارناتاكا الهندية. وقد أسس جريدة باسم Mangalooru Samachara، وتعد هذه الجريدة أول جريدة باللغة الكنّادية باسم سنة 1843. وقد قام بترجمة العديد من النصوص الأدبية الكنادية إلى اللغة الألمانية. كما حصل على الدكتوراه في عمله الأدبي المسمى بـ”Bibliotheca Carnataca بايبلوتيكا كارناتاكا“.

## النشأة
ولد سنة 1811 في بلدة براكينهيم التي تقع في ولاية بادن فورتمبيرغ بجنوب ألمانيا. درس علم الإلهيات بجامعة توبنغن ثم انضم إلى حملة باسيل [الإنجليزية]. وقد دخل مدينة مانغلور بولاية كارناتاكا بجنوب الهند سنة 1836.